# Bramsche
Bramsche város Németországban, Alsó-Szászországban az Osnabrücki kerületben.

## Fekvése
Osnabrücktől mintegy 20 km-rel északra, a Hase folyó partján fekvő település.

## Története
A város az egykori kereskedő és hadiutak mentén jött létre. Területe már a római korban lakott volt,
1885-ben a német történész, Theodor Mommsen a város közelében fekvő mészkőfennsíkon feltételezte a teutoburgi csata helyszínét, majd 1987-ben egy amatőr régész Tony Clun fémdetektorral véletlenül rá is akadt a helyszínre, ami az itt végzett ásatások alkalmával be is igazolódott.
A település nevét 1079-ben említették először, azonban csak a harmincéves háború után indult fejlődésnek. A város főként textil és üveggyártásáról ismert.

## Nevezetességek
- Szent Márton termplom (St. Martinkirsche) - A templom román stílusú része: a főhajó és a nyugati torony a 13. században épült. Szentélye 1500 táján, a déli oldalhajó 1696-ban készült.

## Galéria

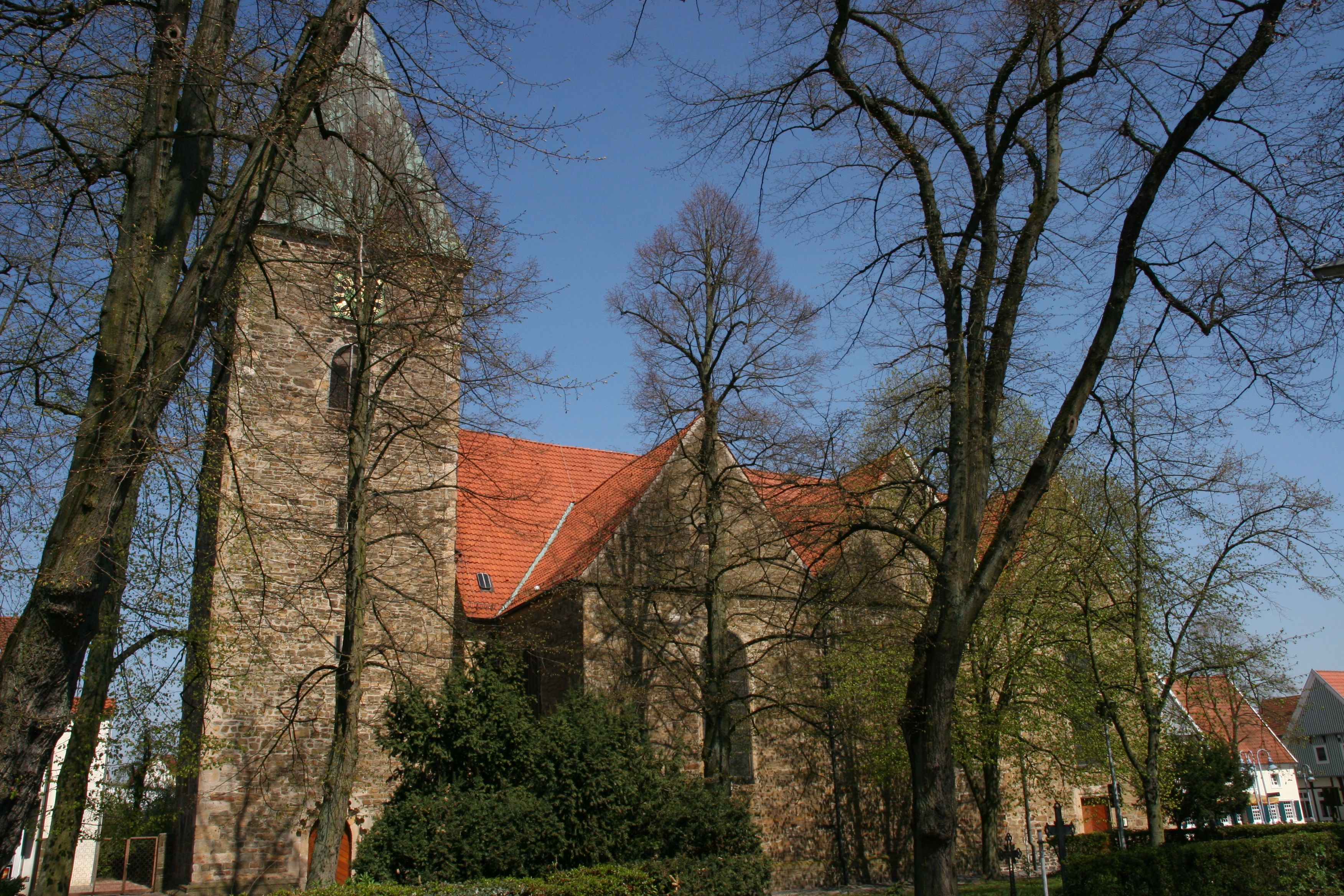
Szent Márton templom
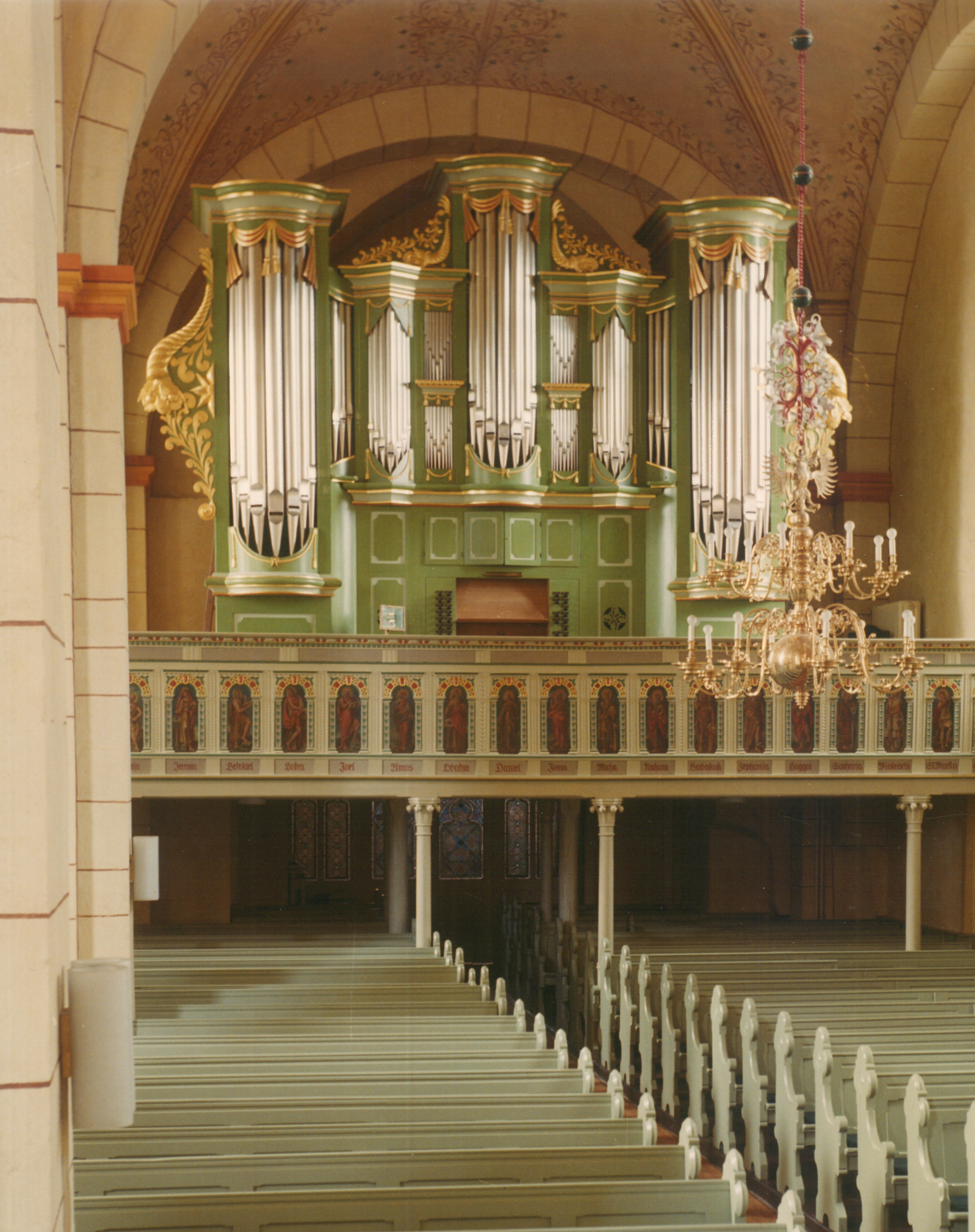
A Szent Márton templom orgonája
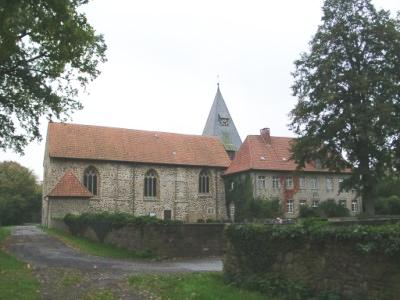
Malgarten kolostor
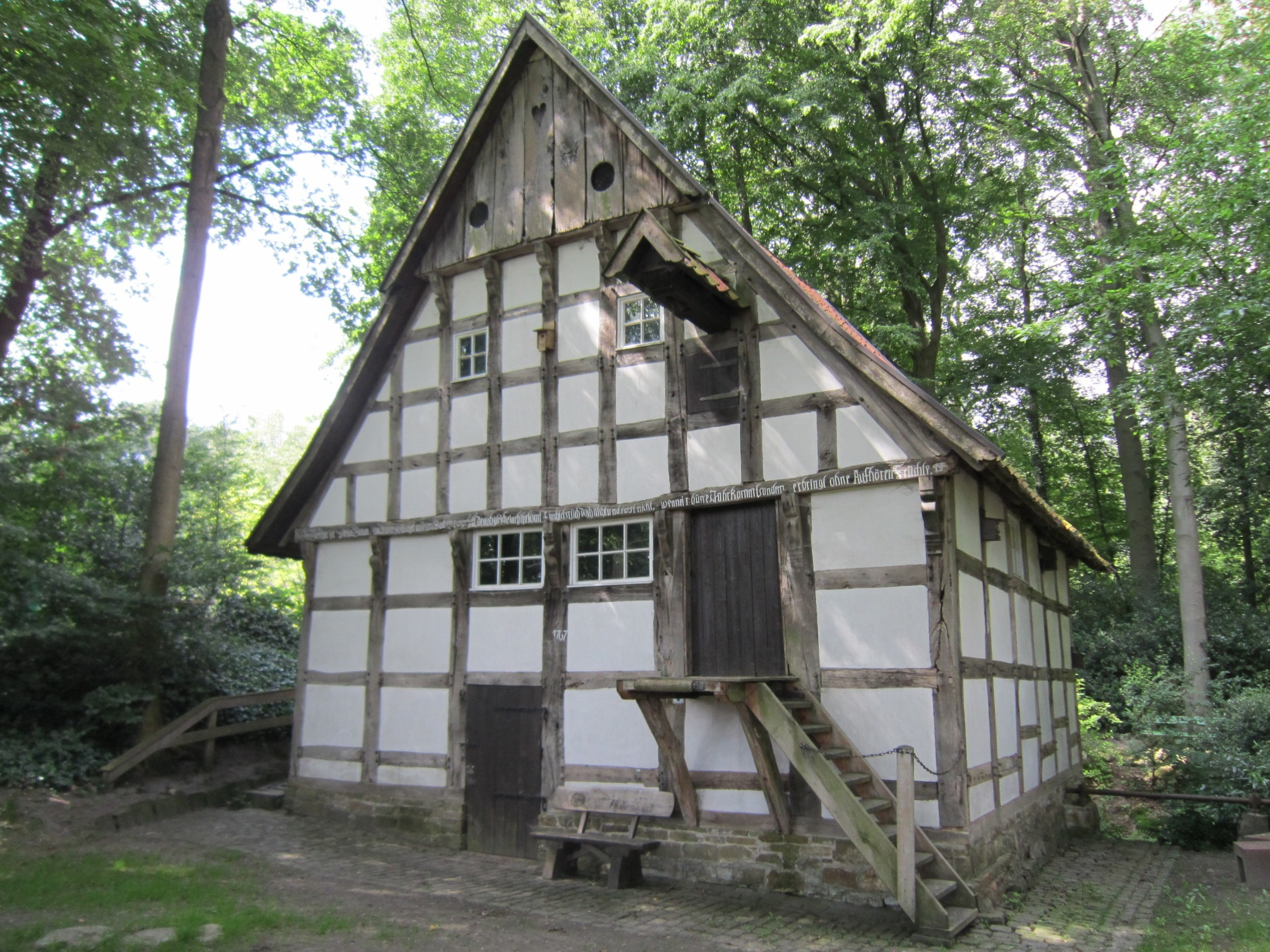

### A Karlkriese Park múzeumának anyagából

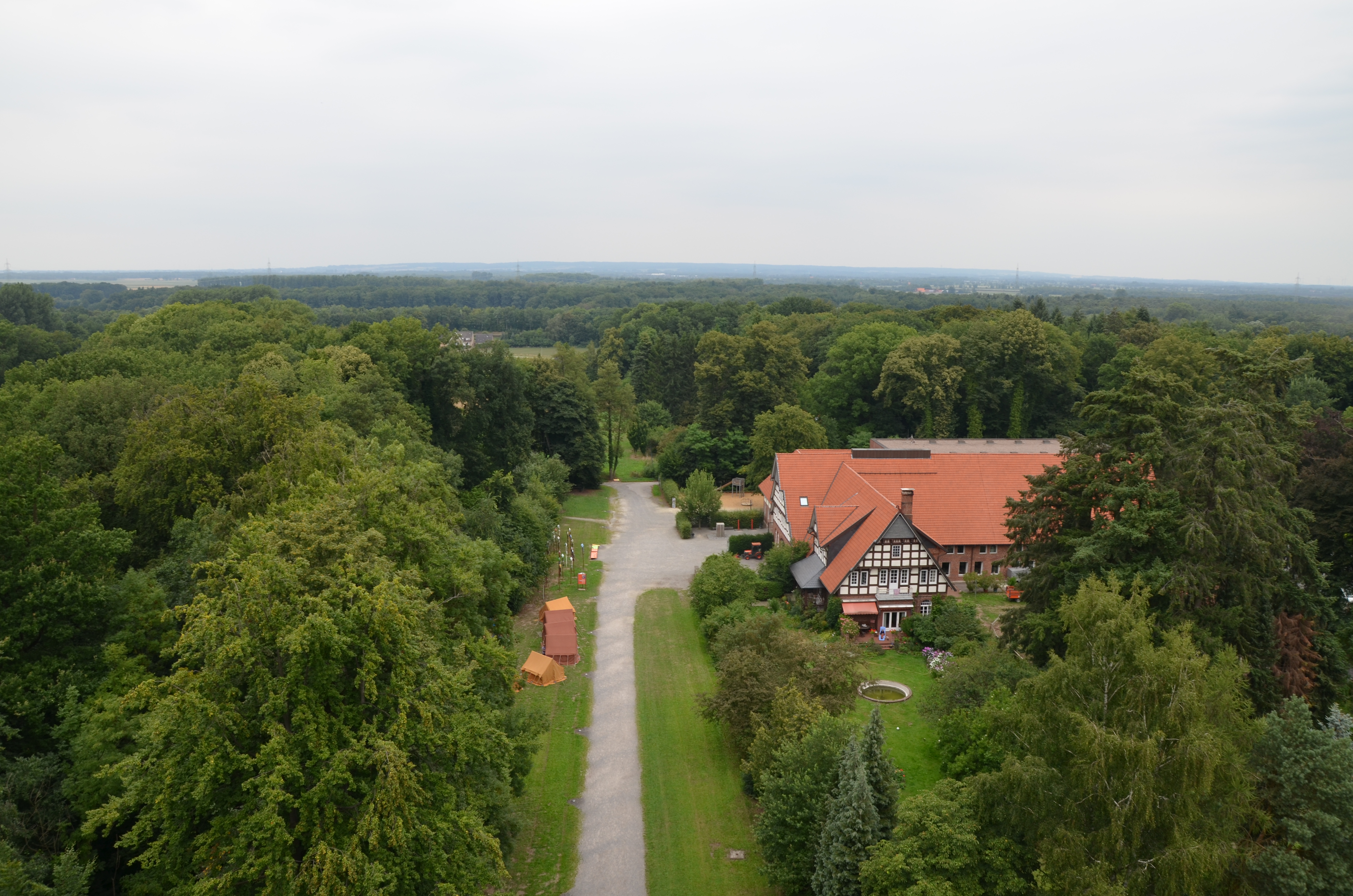
A múzeum épülete
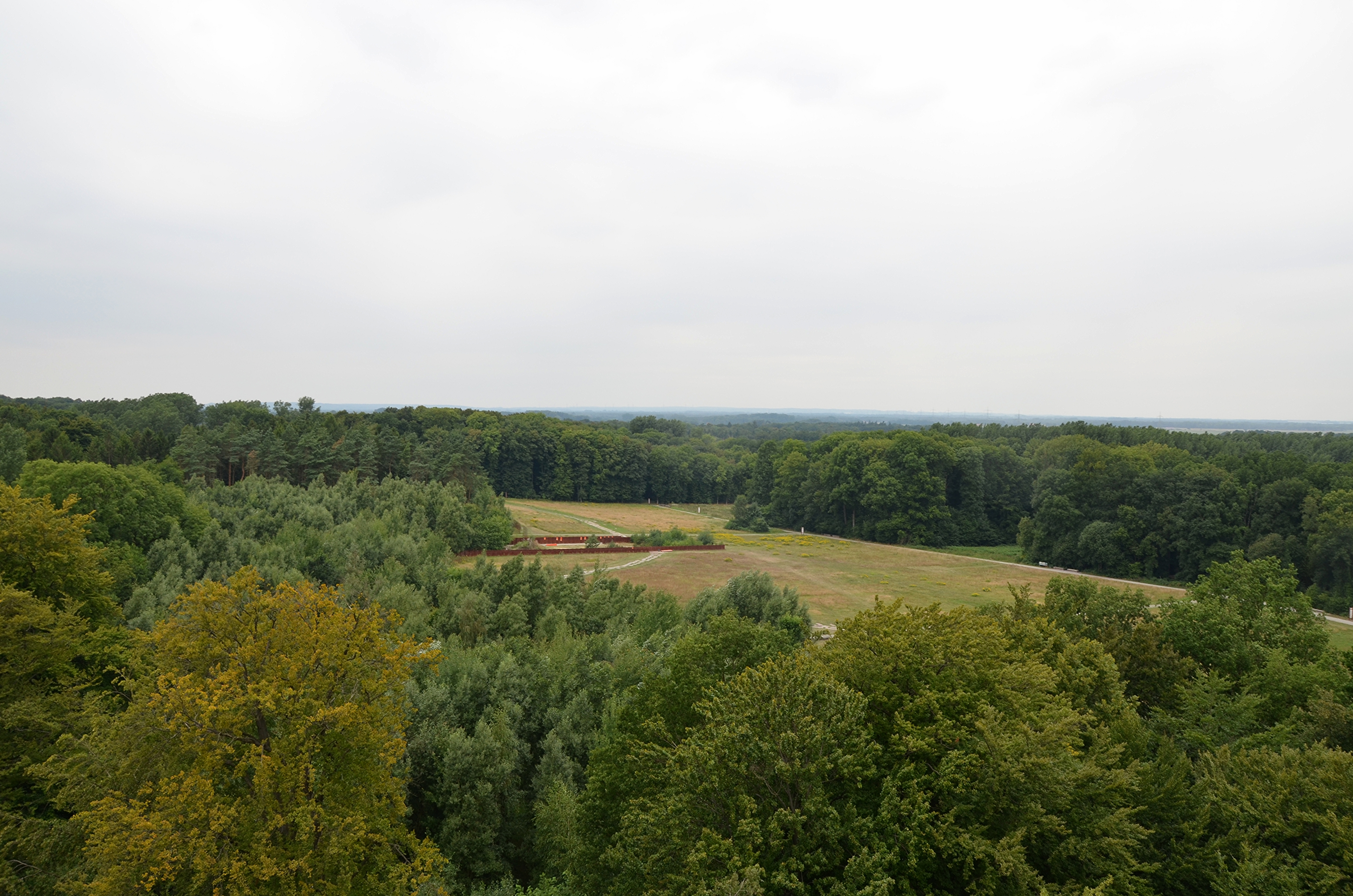
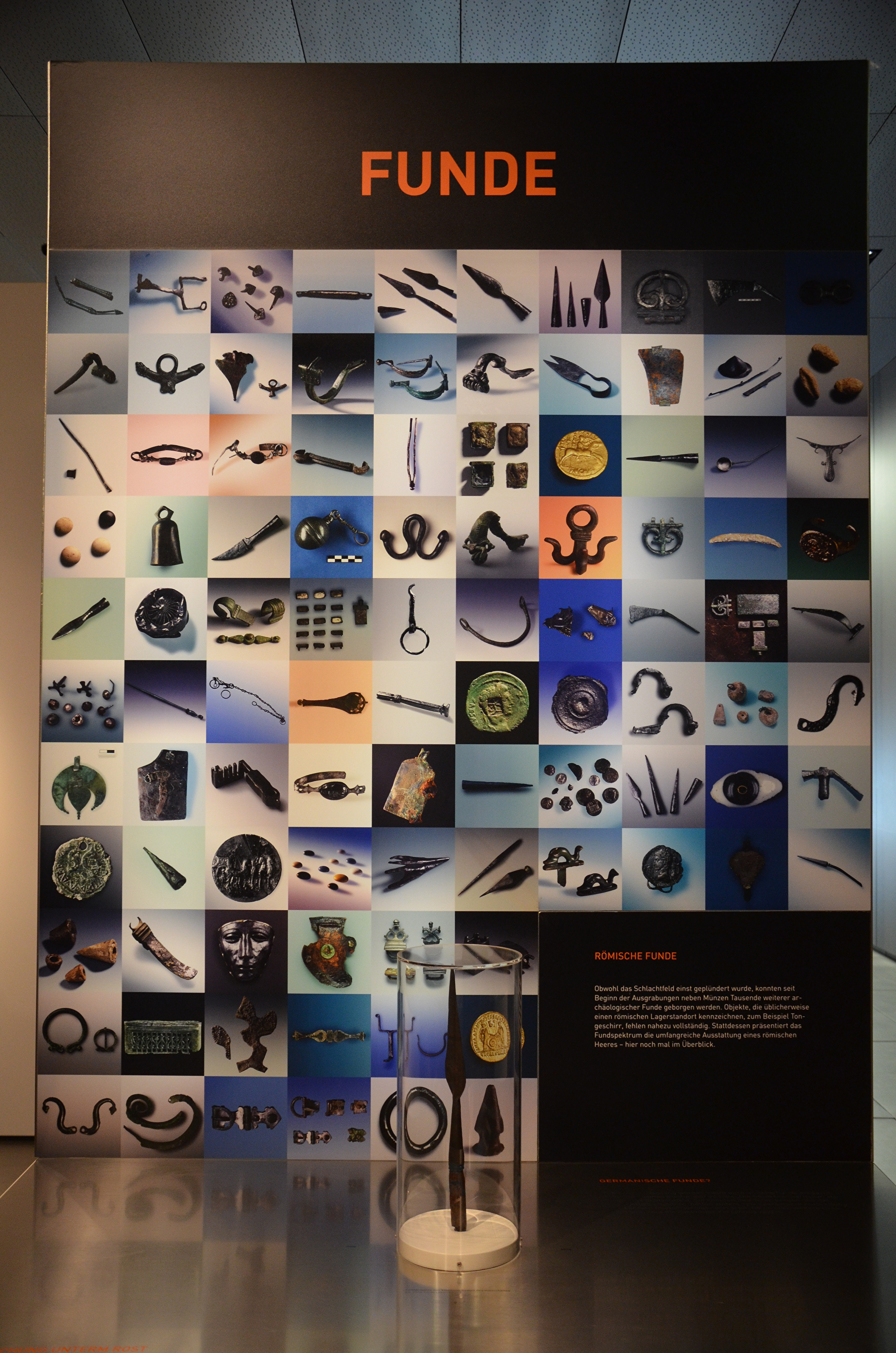
A helyi múzeum anyagából
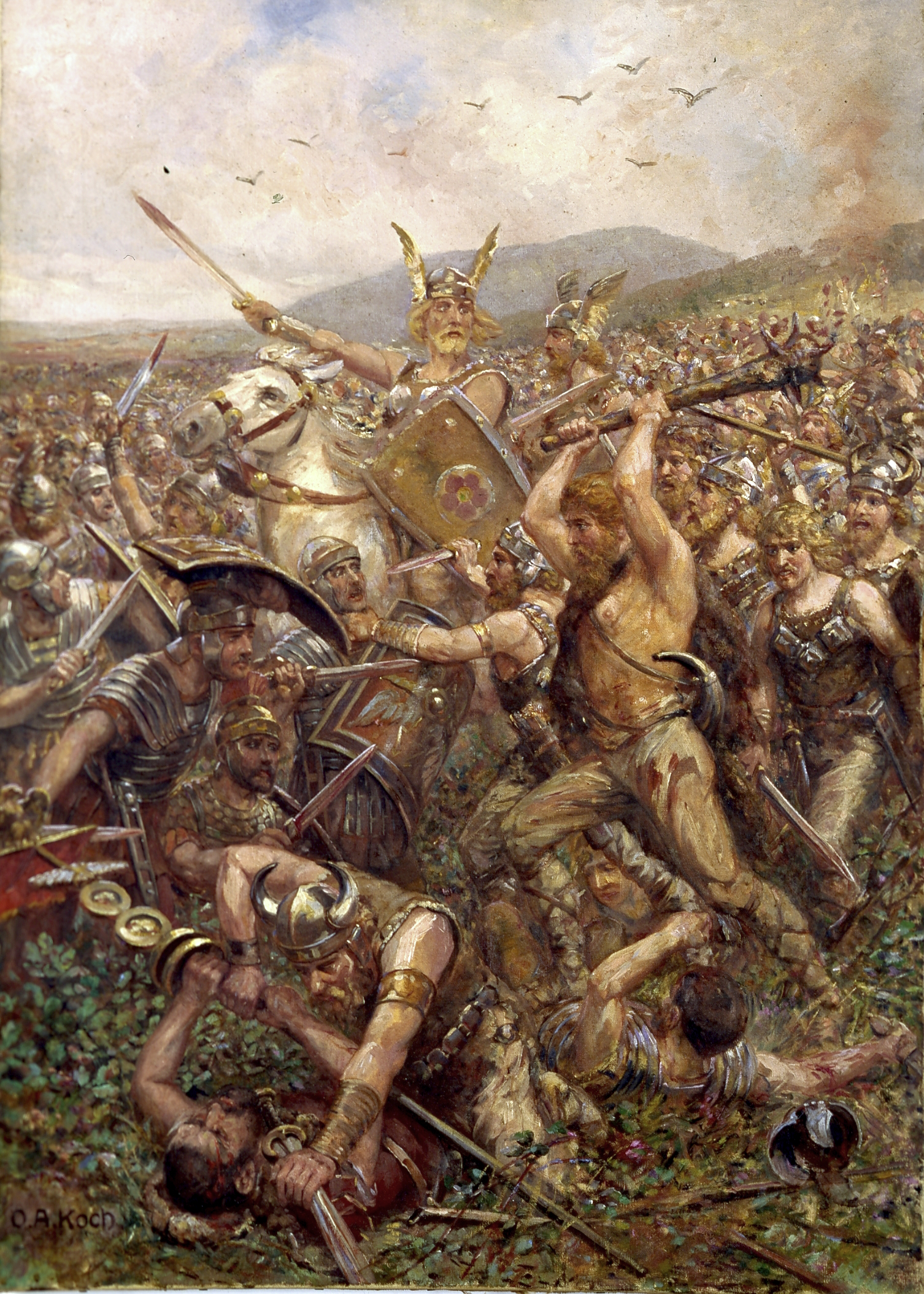
A Theutoburgi csata Albert Koch 1909-ben készült képén
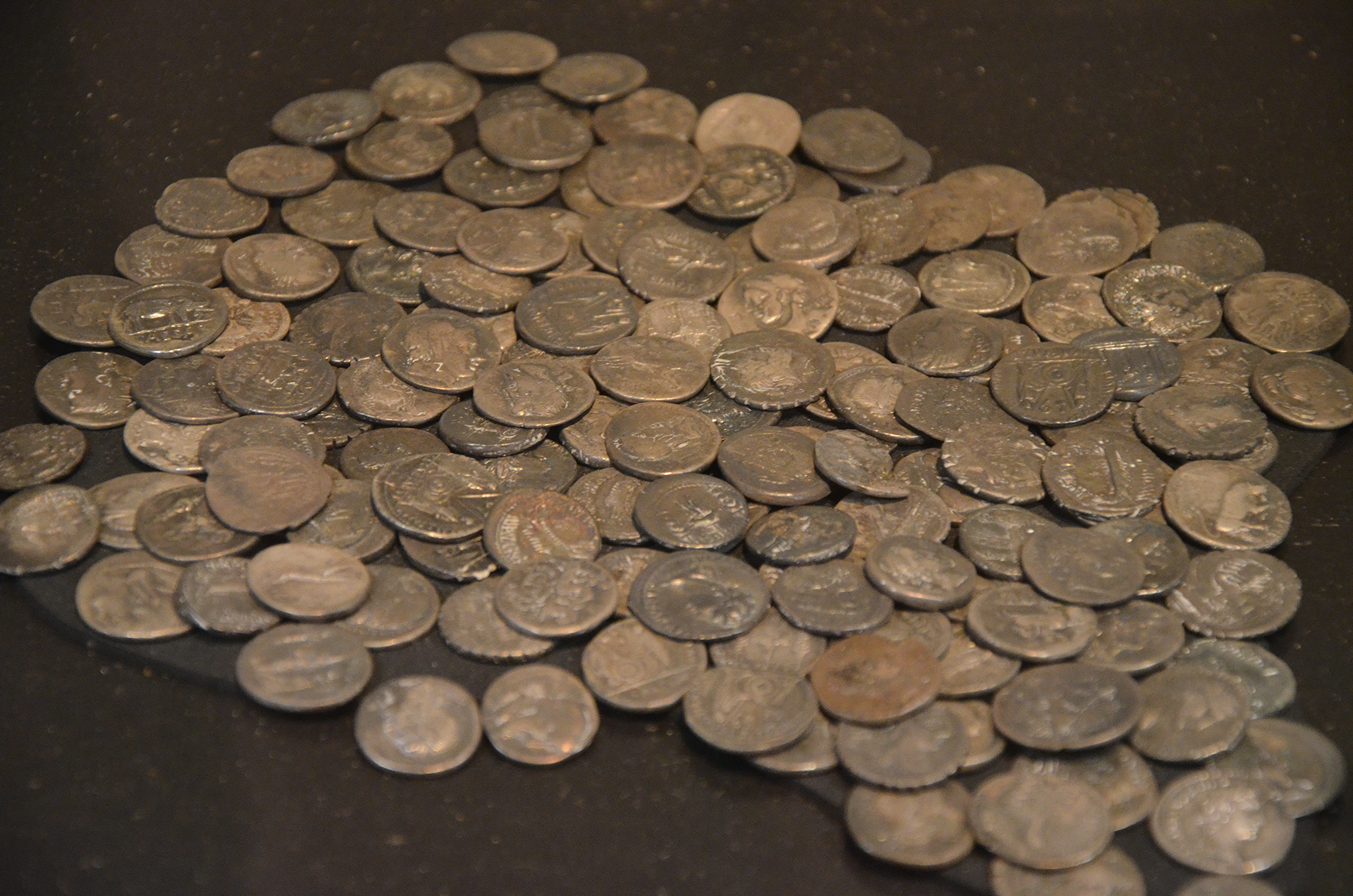
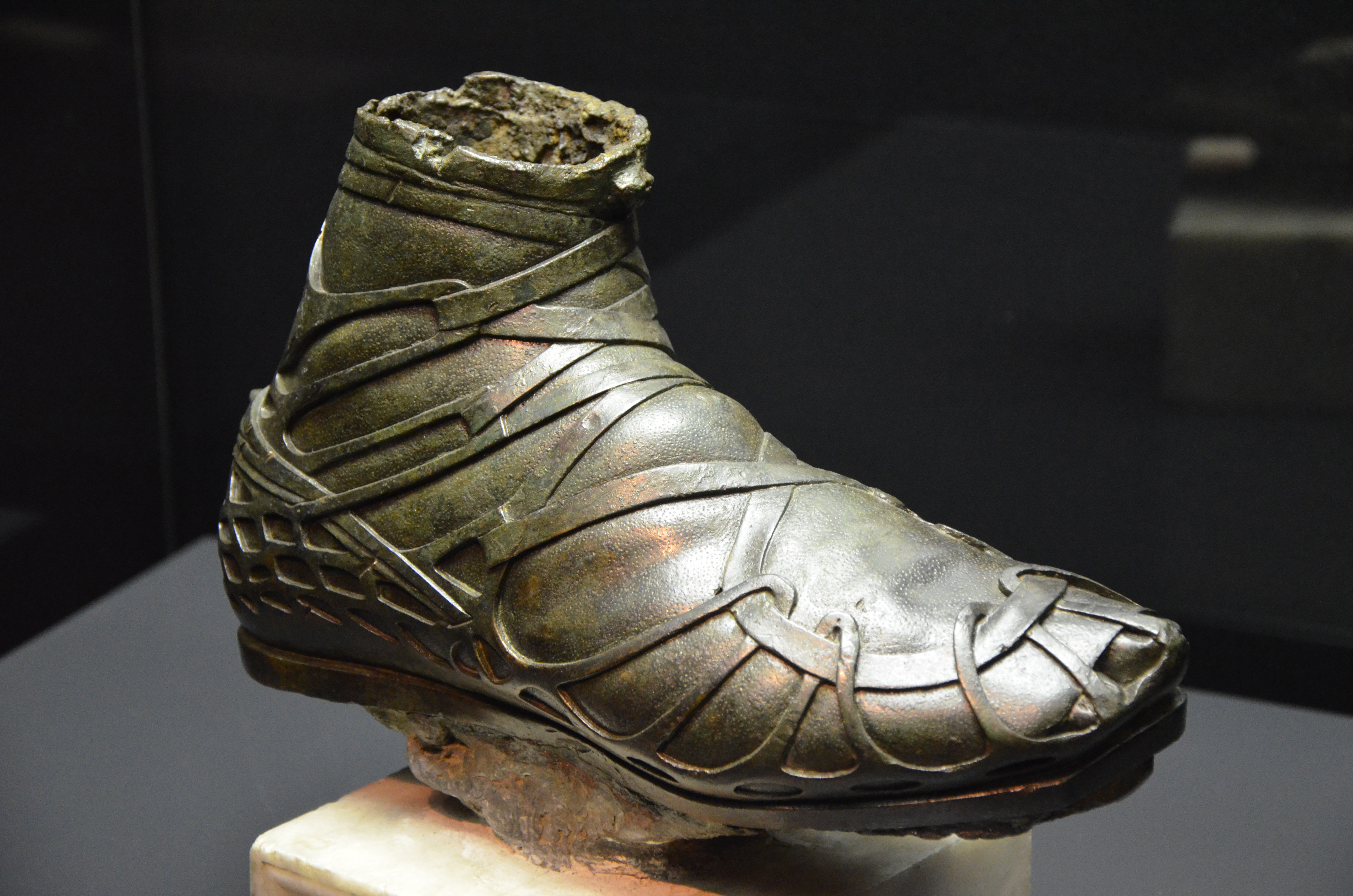
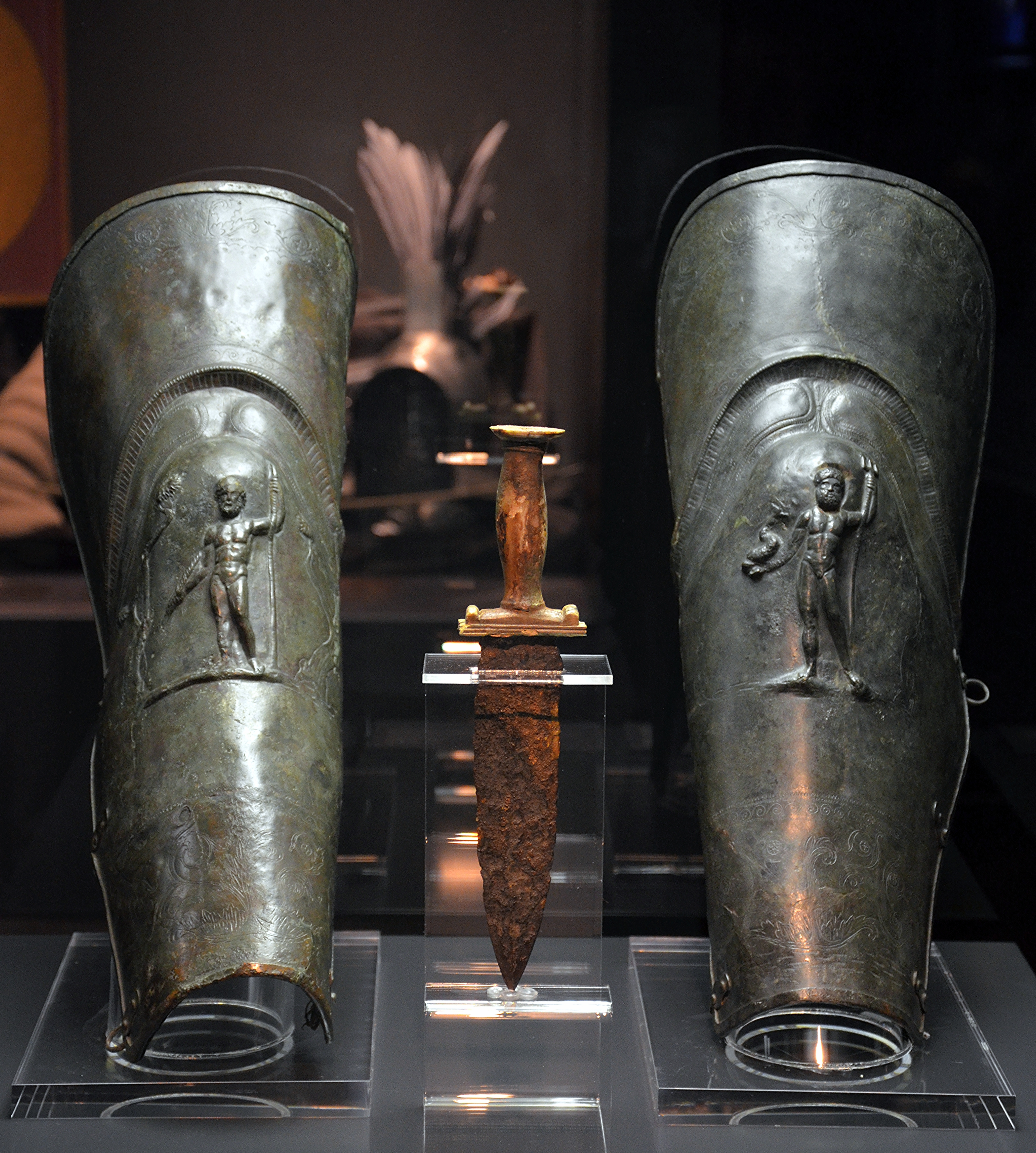
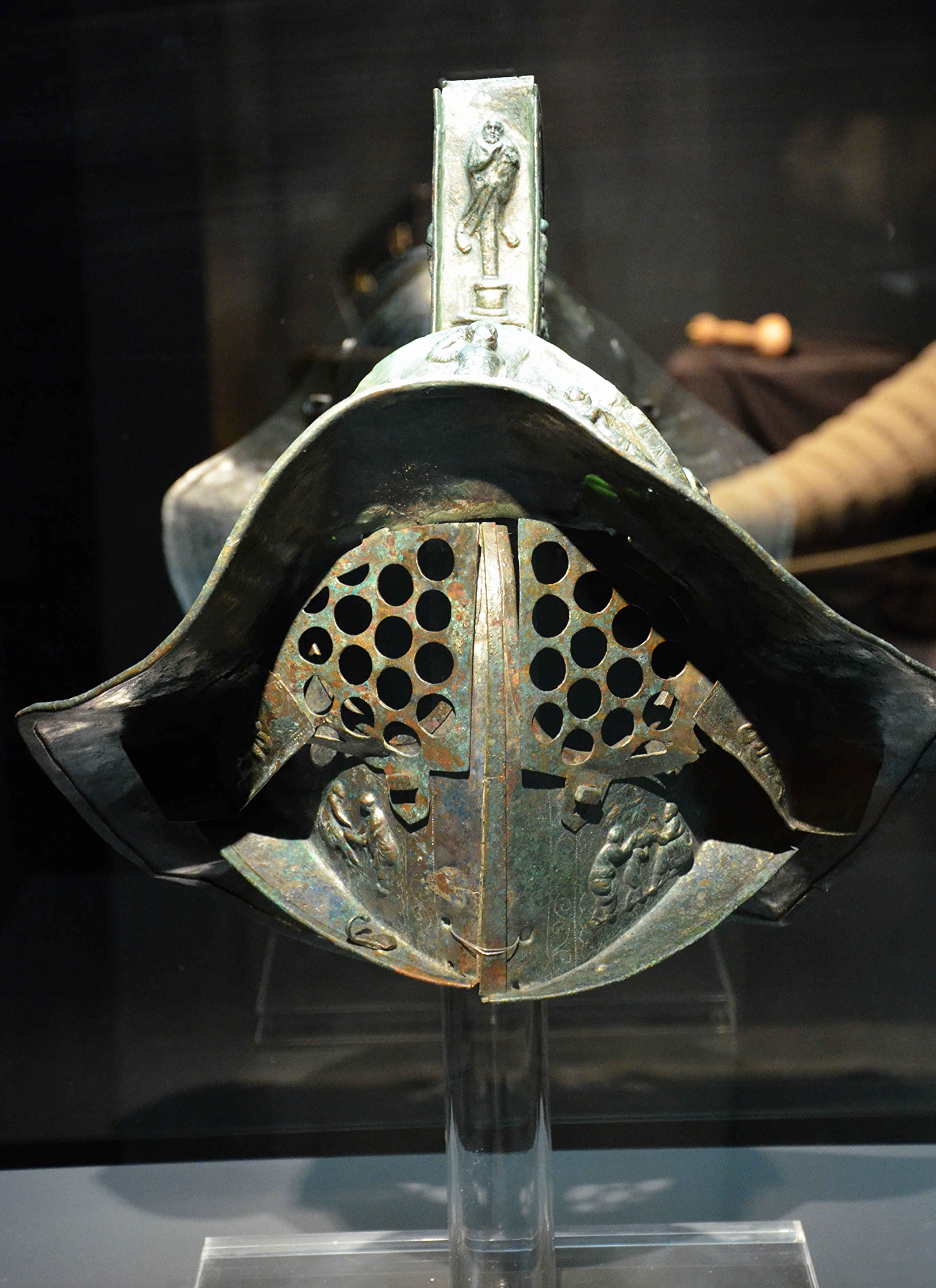
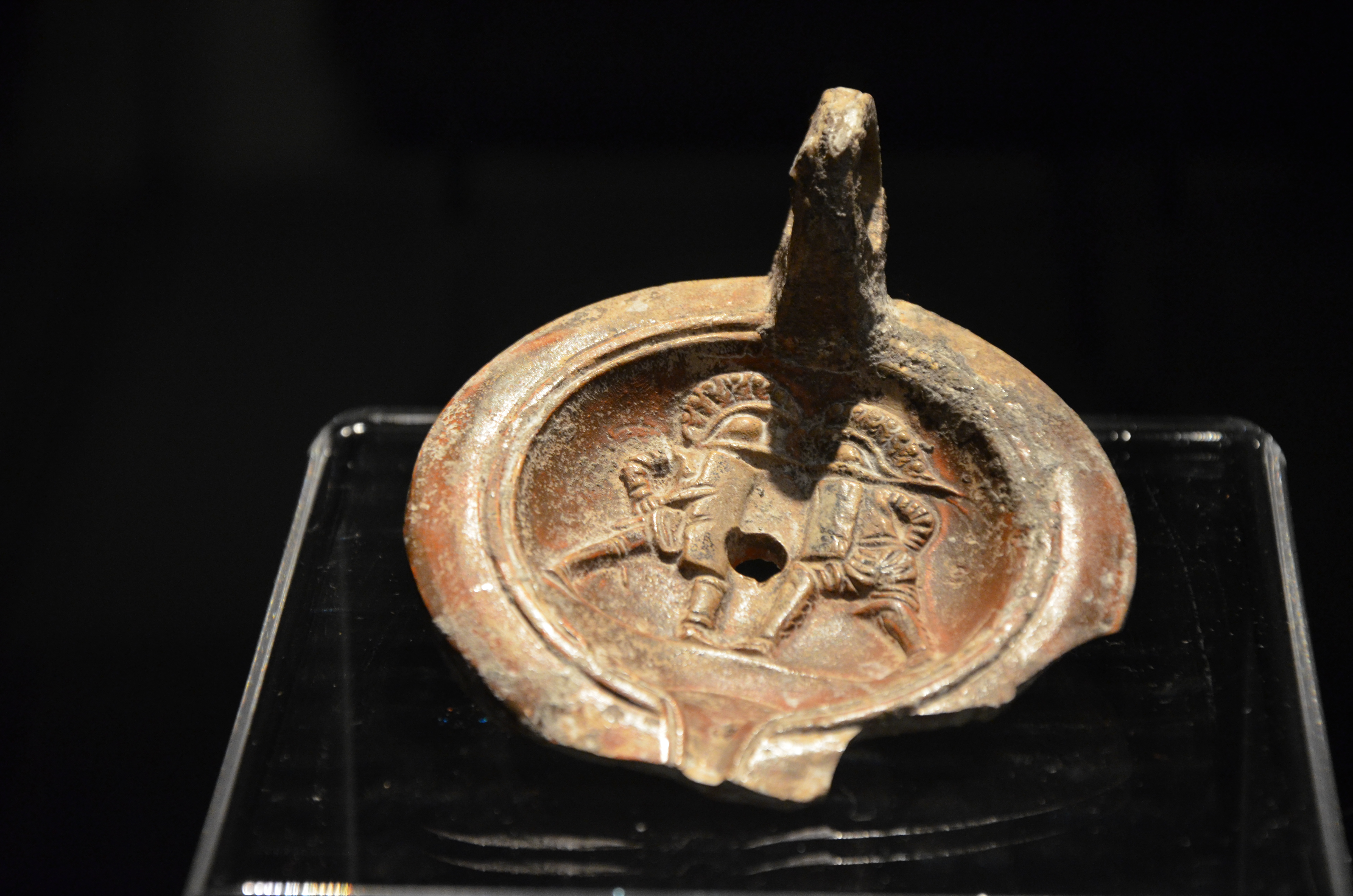
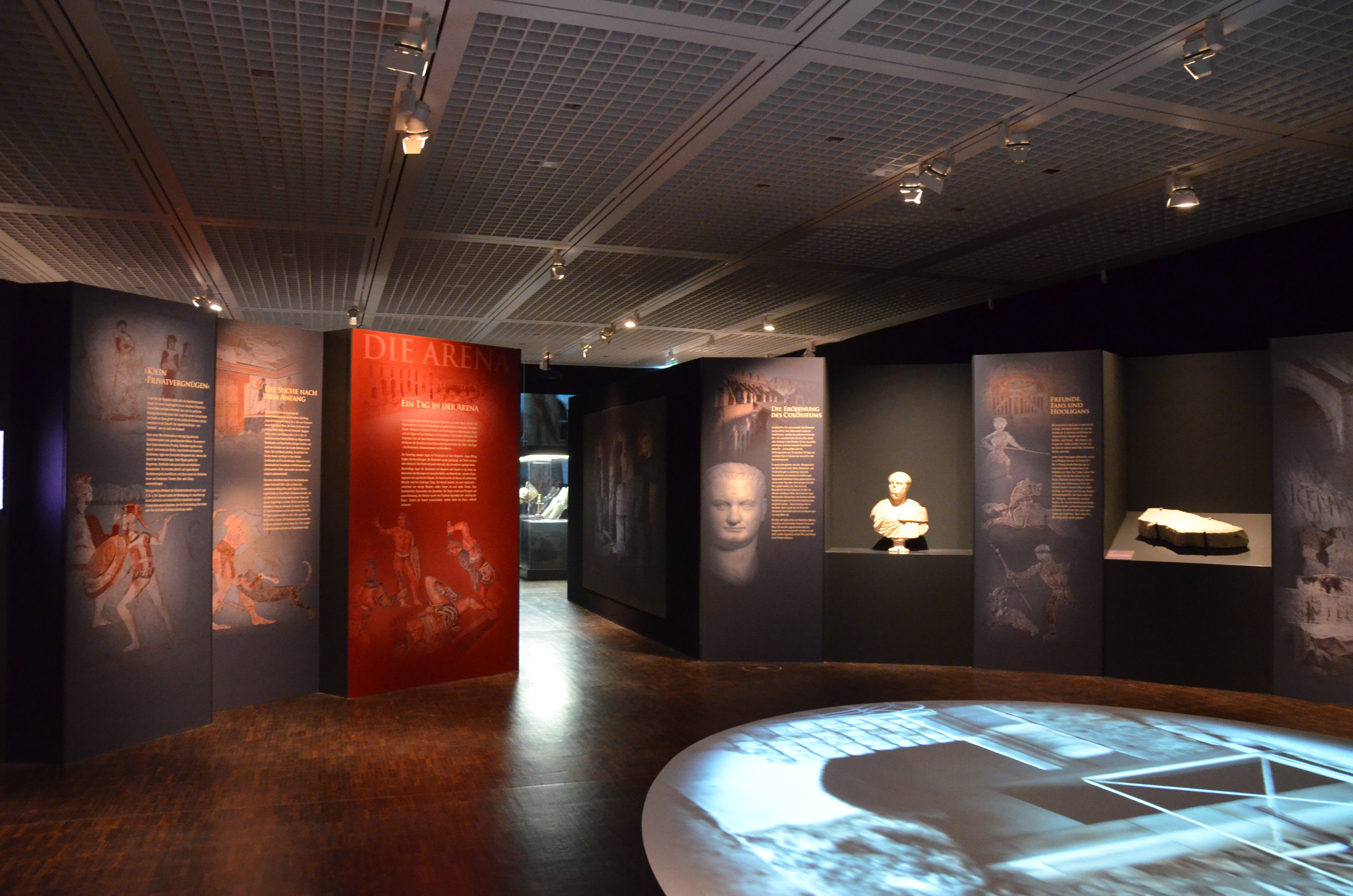
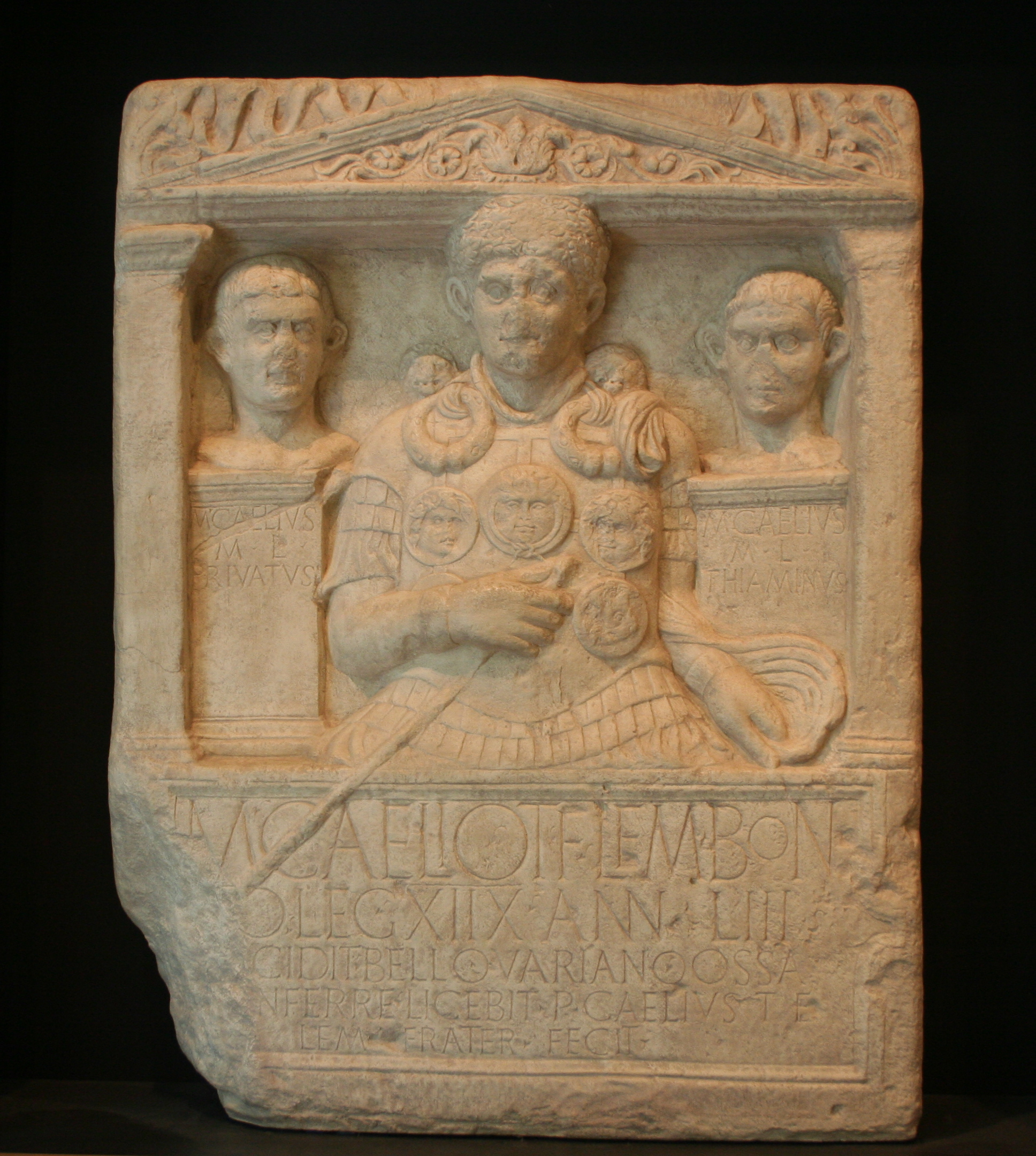
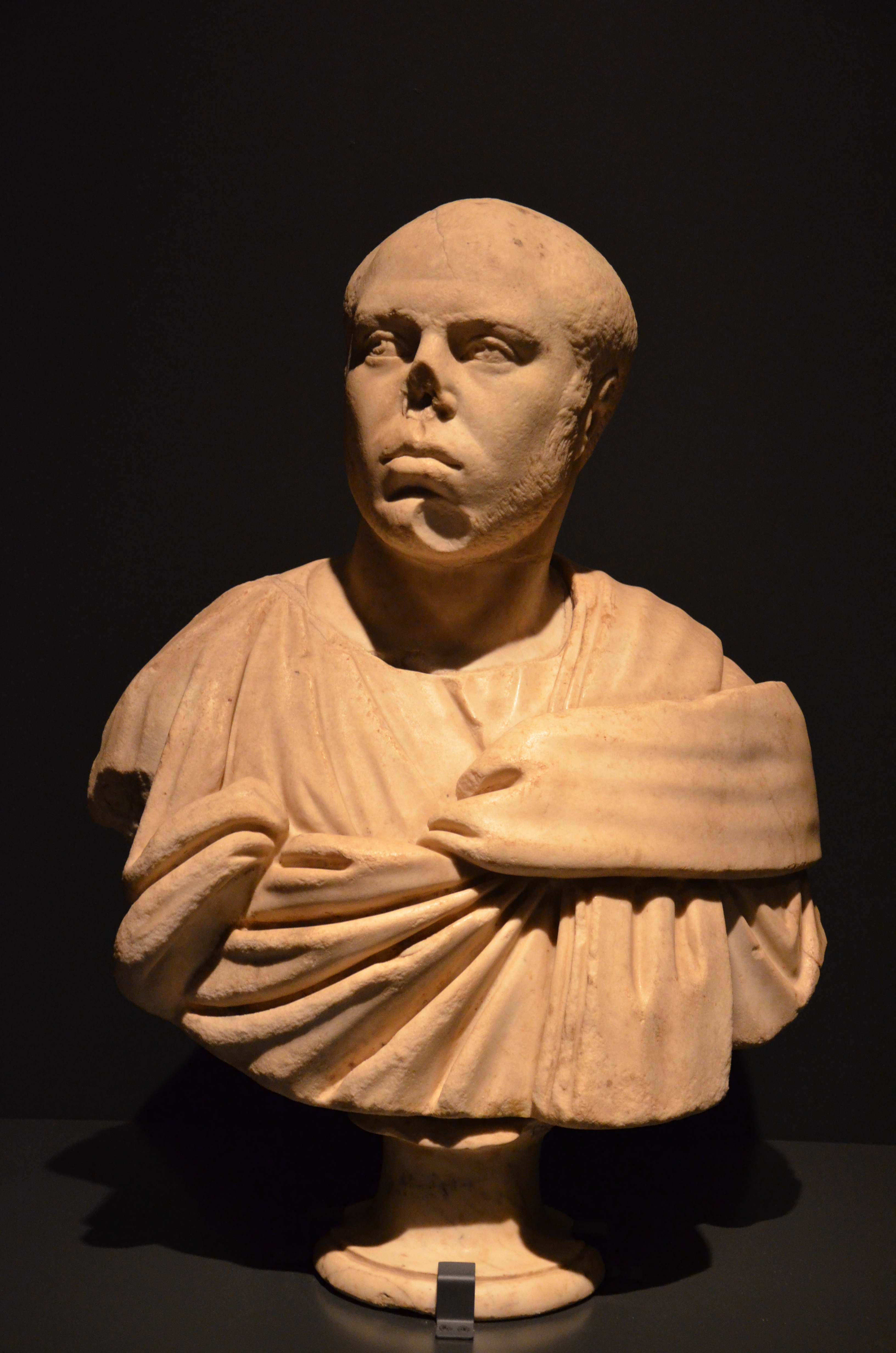